# 北日本銀行
株式会社北日本銀行（きたにっぽんぎんこう、英: The Kita-Nippon Bank,Ltd.）は、岩手県盛岡市に本店を置く第二地方銀行。
北東北地方に唯一現存する第二地方銀行である。

## 店舗
岩手県内のほか、秋田県、青森県、宮城県、福島県、東京都に店舗を展開している
青森県
八戸市に3店舗、青森市に2店舗が設置されている。
秋田県
秋田市、横手市、湯沢市、鹿角市に各1店舗が設置されている。
宮城県
仙台市のほか、石巻市、気仙沼市、塩竈市、多賀城市に店舗を有する、また同県内にはローンプラザも置いている。
2014年4月14日、仙台市泉区2店舗目となる泉中央支店を新規に開設した。フルバンキング店で泉地区や富谷市をターゲットに、他行からの住宅ローン借り換え需要も取り込みたいとしている。
福島県
福島市、郡山市に各1店舗ずつとなっている。
東京都
1店舗

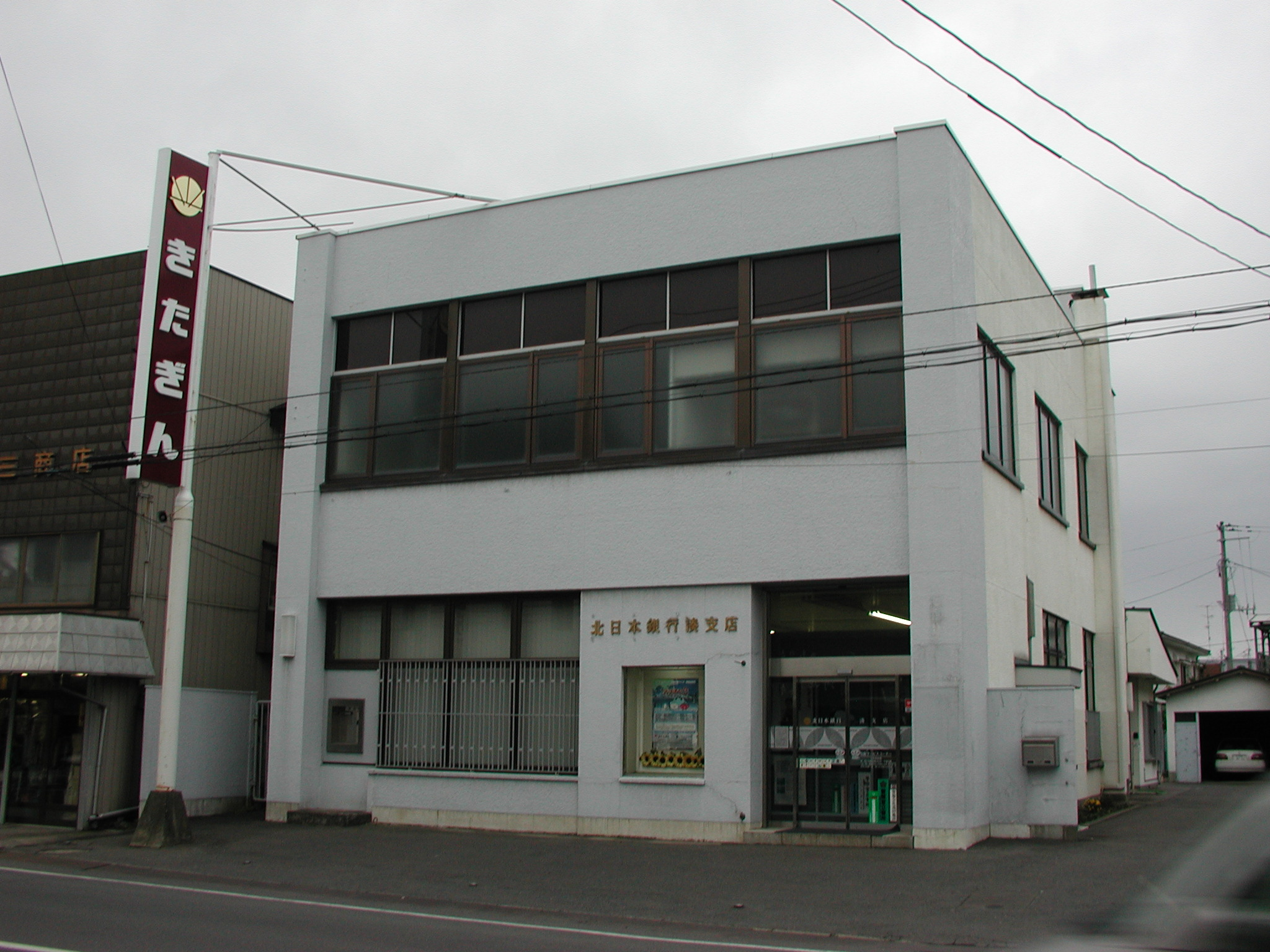
看板表記が「きたぎん」と表記されている湊支店（八戸市）
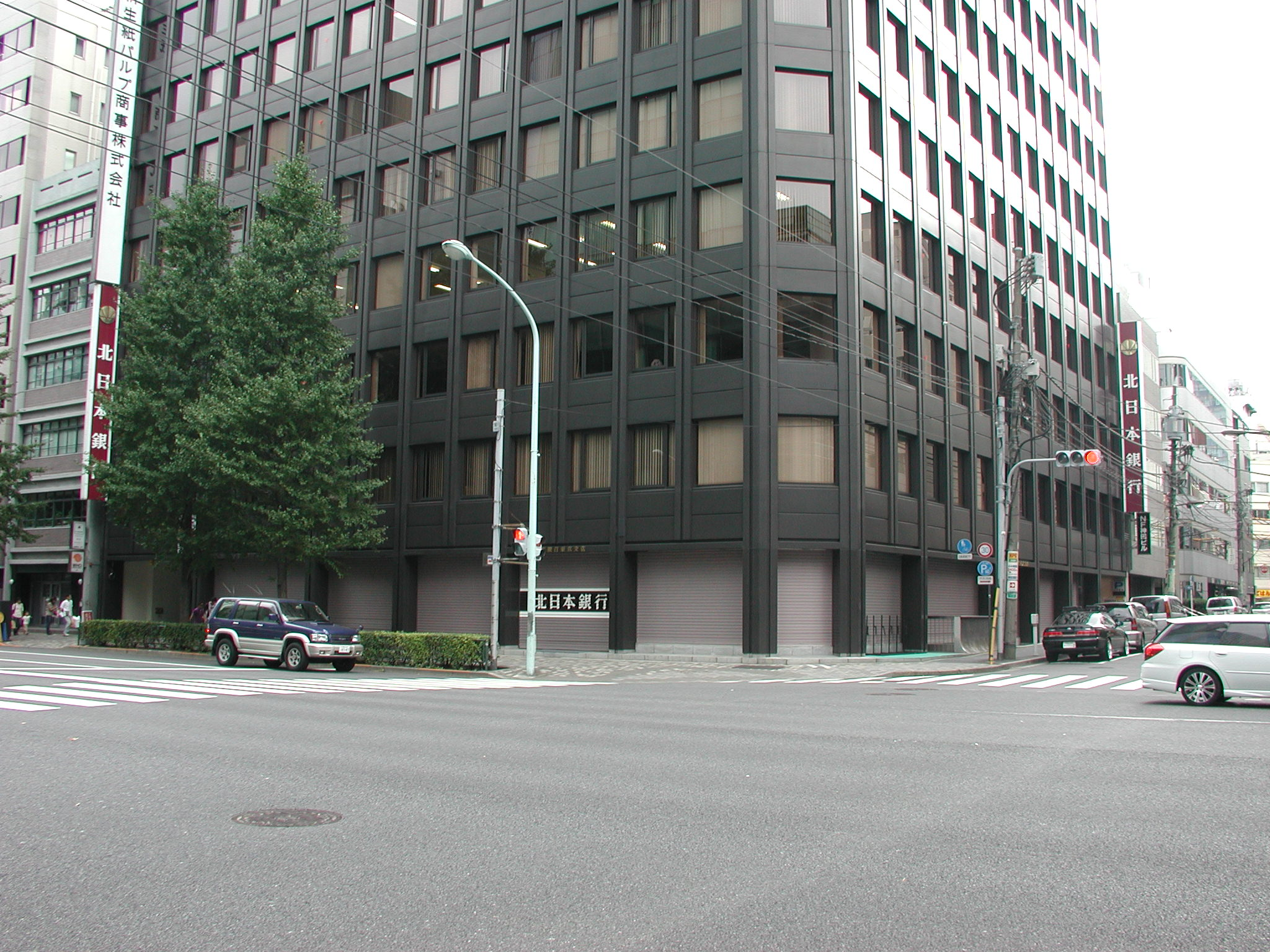
看板表記が「きたぎん」ではなく「北日本銀行」と表記されている東京支店

## 地方公共団体取引
隣県ではあるが横手市から指定代理金融機関の指定を受けている。これは2005年（平成17年）10月の合併前の旧横手市から受けていた指定を新市でも引き継いだものである。

## 沿革
- 1942年（昭和17年）2月2日 - 岩手無尽株式会社と盛岡無尽株式会社が合併、岩手県興産無尽株式会社として設立。
- 1951年（昭和26年）10月 - 相互銀行に転換、株式会社興産相互銀行に商号変更。
- 1960年（昭和35年）12月 - 秋田支店を開設。
- 1966年（昭和41年）7月 - 株式会社北日本相互銀行に商号変更。
- 1982年（昭和57年）12月 - 東証2部に上場。
- 1984年（昭和59年）9月 - 東証1部に上場。
- 1989年（平成元年）2月 - 普通銀行に転換、株式会社北日本銀行に商号変更。
- 2022年（令和4年）4月 - 東京証券取引所の市場再編に伴う変更により、東証プライム市場に上場。

## 幻に終わった「平成銀行」
1994年（平成6年）に、德陽シティ銀行（仙台市）、殖産銀行（現・きらやか銀行、山形市）との合併を発表。行名も「平成銀行」と定めていたが、徳陽シティに不良債権が多く、負担が大きいことから特に北日本銀の行員が強硬に反発し、同年合併計画は頓挫した。もともとこの合併話は経営悪化した徳陽シティの救済が主な目的であったとされる。なお、1997年（平成9年）、同行は経営破綻している。

## 情報処理システム

### 勘定系システム移行への経緯
勘定系システムについては、従前から日立製作所のものを使用していたが、富士通のPROBANKに移行することが予定されていた。しかし開発の遅れから、移行までに従前のシステムが保たないことを理由に契約解除をした。その後、営業店システムの更新と同時に勘定系システムの延命措置をはかっていたが2008年（平成20年）1月から日立製作所の共同システムであるNEXTBASEに移行した。

## その他

### 総合口座通帳で利用可能な科目
同行では、「総合家計通帳」の名称で総合口座を提供している。NEXTBASE稼働前に発行された通帳に於ける利用可能科目は、普通・貯蓄・定期で、見開きのページの下半分に「お預り残高ご照会欄」があり、定期預金残高・定期積金残高・債券残高・（それら3つの）合計が別途記帳できる欄がもうけられている。それぞれの記帳欄は、普通預金7ページ、貯蓄預金2ページ、定期預金2ページある（稼働後発行分は、普通預金と定期預金のページが1ページずつ増加し、「お預り残高ご照会欄」はなくなった）。

### キャッシュカード
キャッシュカードは、普通・貯蓄のダブルストライプカードが発行が可能である。2011年（平成23年）8月10日より、クレジット一体型ICキャッシュカード・W-Linkカードの発行を開始したが、一般のICキャッシュカードは原則発行されない。また、クレジット部分はきたぎんユーシーの発行となる。

### 利息付与時期
2007年（平成19年）までは、普通預金・貯蓄預金とも、2月・8月の第2土曜日の翌営業日付で付与されていたが、翌年からは、システム更新に伴い、いずれも第3土曜日付での付与に変更されている。

### 地域社会への貢献
- きたぎん少年サッカー大会
- いわて盛岡ボールパークのネーミングライツ（命名権）取得（2023年から5年間、愛称：きたぎんボールパーク）